# Zkhoug
 (mars 2025).
Si vous disposez d'ouvrages ou d'articles de référence ou si vous connaissez des sites web de qualité traitant du thème abordé ici, merci de compléter l'article en donnant les références utiles à sa vérifiabilité et en les liant à la section « Notes et références ».
Le zkhoug, zhoug, zhug, sahouk  (en hébreu : סחוג, en arabe : سحوق) est une préparation à base de piment, ail et coriandre.
Élément caractéristique de la cuisine des juifs yéménites, il accompagne entre autres viandes, poissons ou boulettes végétariennes. Il entre également dans la composition du hilbeh (sauce à base de fenugrec).
Introduit dans le Yichouv à la suite de l'arrivée des juifs yéménites à la fin du xixe siècle, il est désormais un condiment très populaire en Israël, en mélange avec le houmous, ou sur du pain, par exemple.

## En France
En France, il est souvent désigné sous les termes harissa verte ou harissa yéménite.
Il est appelé « zkhoug vert » ou « zkhoug rouge » (zkhoug yarok ou zkhoug adom) selon la couleur des piments utilisés.

## Ingrédients
Les proportions varient selon les recettes, mais on y retrouve des piments (vert ou rouge, et vert ou rouge), de l'ail, de la coriandre, du persil, du cumin, de l'huile d'olive et des épices (carvi, clou de girofle, cardamome, etc.).

## Images

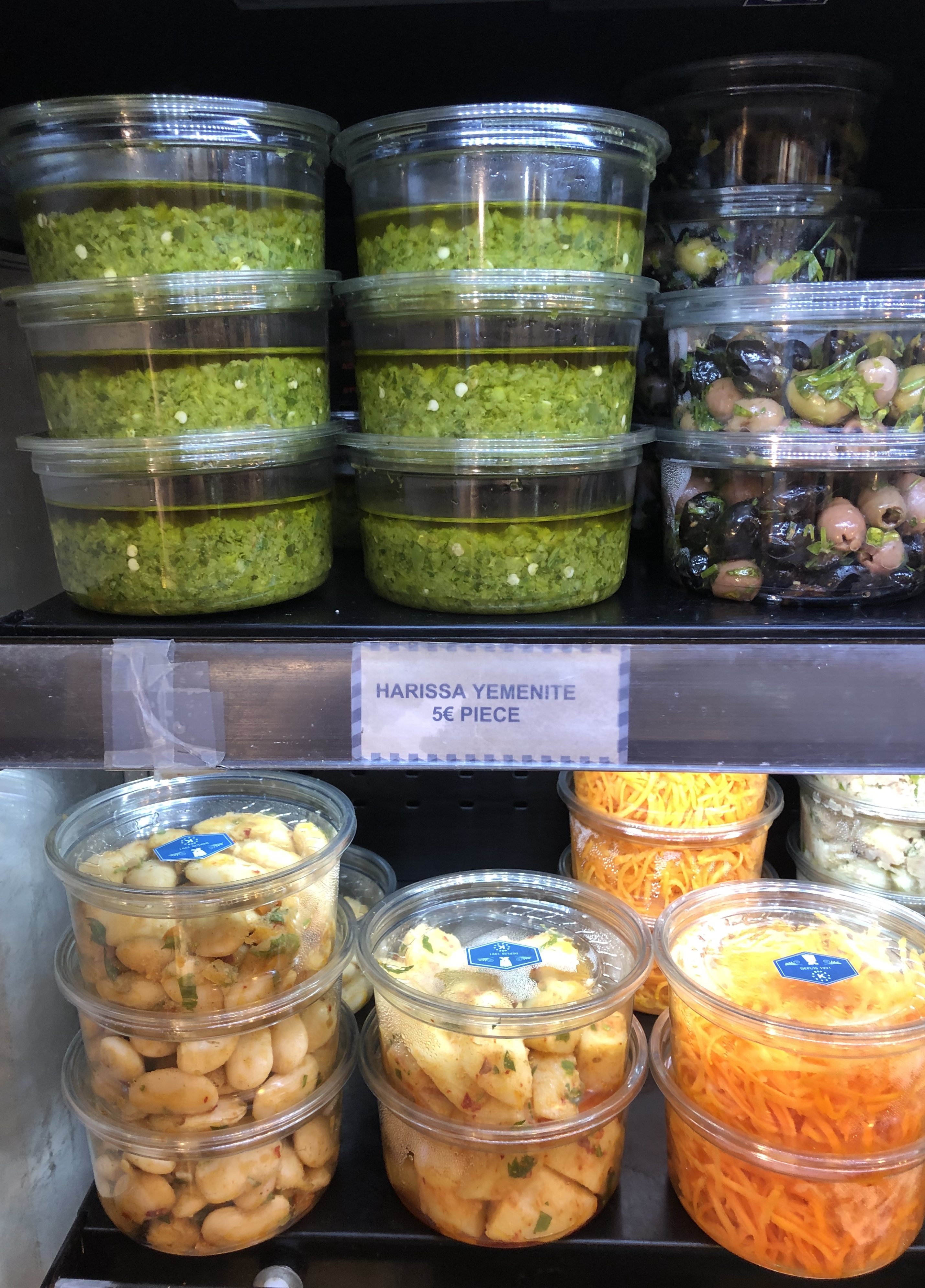
Zkhoug chez un traiteur cacher à Neuilly-sur-Seine.
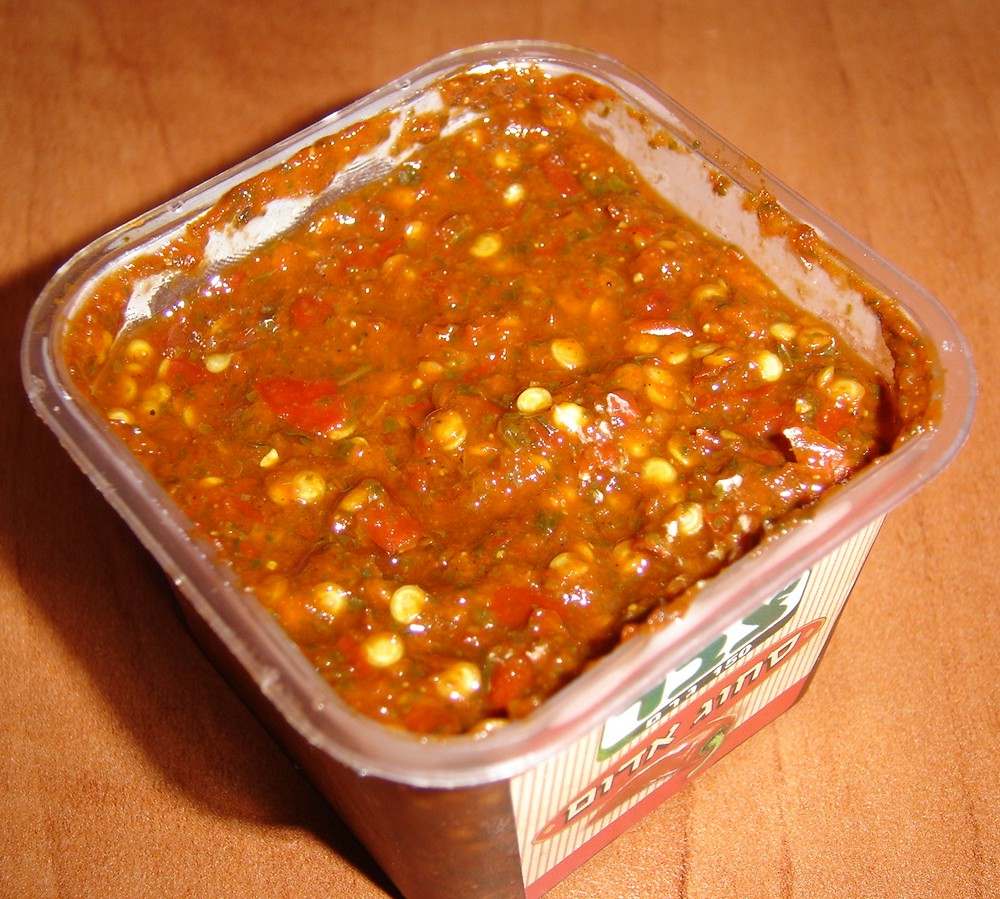
Zkhoug rouge vendu en Israël.
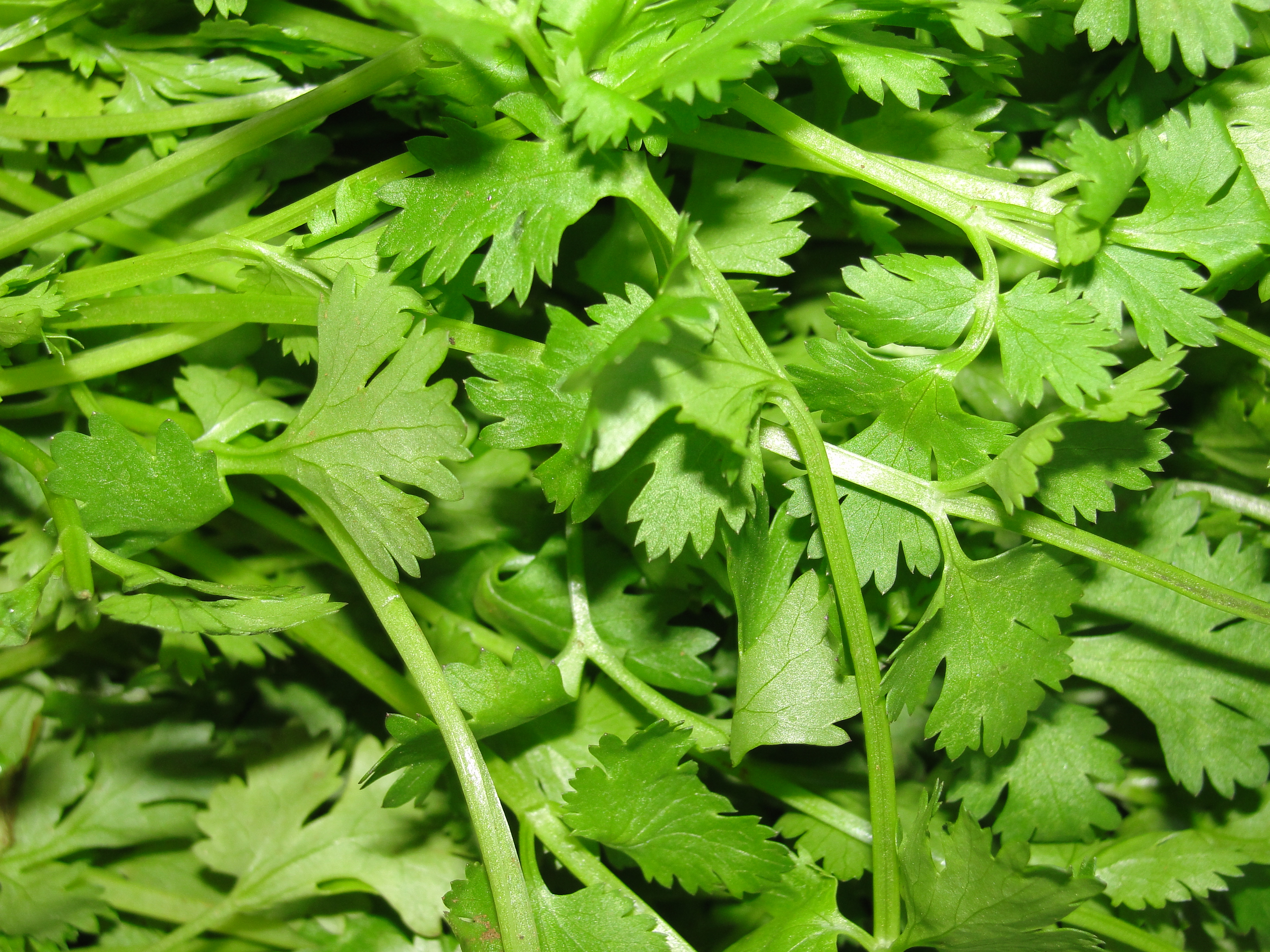
La coriandre donne au zkhoug un arôme puissant.